# Fiat India
FCA India Automobile Private Limited (FCAIPL) anterior cunoscută sub numele de Fiat Group Automobiles India Private Limited a fost formată în anul 2012, ca o entitate deținută în totalitate de FCA Spa Italia. Noua companie a fost înființată pentru producția de automobile și de motoare sub mărcile Fiat, Abarth și Jeep. Este al nouălea cel mai mare producător de mașini din India după vânzări.

## Istoric
Marca Fiat a fost reprezentată în trecut în India printr-un Joint Venture numit Fiat India Automobile Pvt Ltd., FIAPL (Numele a fost schimbat în Fiat India Automobile Ltd., FIAL mai târziu). Acesta a fost fondat în anul 1997 de către Fiat S.p.A și Tata Motors pentru a produce mașini pentru ambele mărci într-o fabrică înființată prin investiții comune la Ranjangaon, în districtul Pune din statul Maharashtra. Consiliul de administrație al acestei societăți cuprindea câte cinci persoane nominalizate de Fiat si Tata. O altă zonă de interes pentru joint-venture-ul Tata-Fiat JV este producția motorului 1.3 Multijet și a cutiilor de viteze asociate. Motorul este destinat unu număr de autoturisme Tata și Fiat comercializate în India, cum ar fi Fiat Palio, Fiat Grande Punto, Fiat Linea, Fiat Aventura, Fiat Urban Cross, Tata Vista și Tata Manza.
Chiar și astăzi fabrica Tata Fiat JV funcționează sub marca FIAL, ca o entitate independentă ce produce autoturisme Fiat și Tata pentru FCAIPL (Fiat India NSC) și Tata Motors. Compania are în prezent aproximativ 2600 de angajați. Produce de asemenea de motoare pentru Maruti Suzuki India Ltd și Premier Automobile. Premier Automobiles folosește acest motor pentru SUV-ul compact Premier Rio, pe când autoturismele Suzuki care au folosit motoarele Fiat 1.3 Multijet pe piața Indiană includ – Ritz, Swift, Swift DZire, SX4 & Ciaz, S-Cross, Vitara Brezza, Baleno.
Înainte de aceasta, Fiat vindea în India modelele 1100, 124 și Uno, fabricate sub licență de către Premier Automobiles Limited.

## Fabrici
FIat are o fabrica la Ranjangaon, Maharashtra, care are o capacitate instalată pentru a produce 135.000 de mașini și motoare, precum și diverse agregate și componente. Fabrica produce atât mașini Fiat cât și Tata masini, cele mai recente modele fiind Fiat Linea facelift, Fiat Punto Evo, Tata Zest și Fiat Avventura. Motoarele produse la Ranjangaon includ cel de 1,2 litri pe benzină, cel de 1,4 litri aspirat natural, dar și în versiune T-Jet turbo, precum și micul Multijet diesel de 1,3 litri.
Din 2017 FCA a început producția versiunii cu volan pe dreapta a noului Jeep Compass.

## Modele

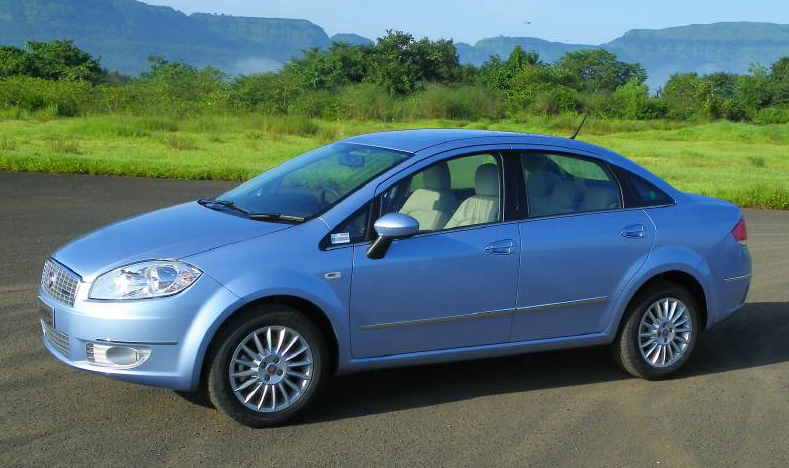
Fiat Linea 1.4 T-jet în India

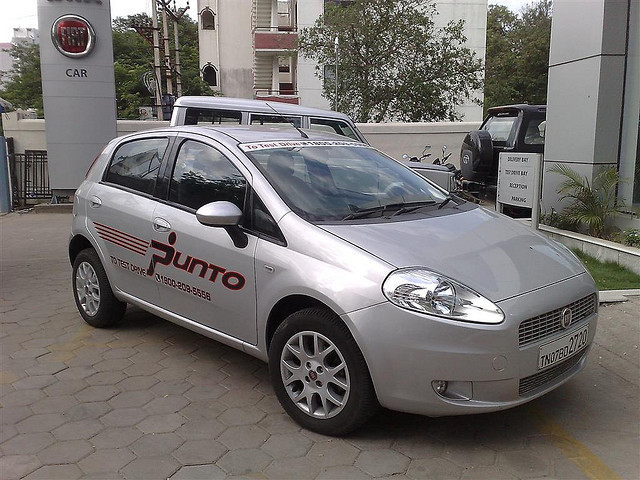
Fiat Grande Punto

### Curente
- Fiat Punto Evo (2014-prezent)
- Fiat Linea (2008-prezent)
- Fiat Avventura (2014-prezent)
- Abarth 595 Competizione (importate din Polonia, 2014-prezent)
- Jeep Compass (2017-prezent)

### Trecute
- Fiat Uno (1996-2002)
- Fiat Siena (1999-2004)
- Fiat Palio (1999-2010)
- Fiat Palio Aventura (2002-2007)
- Fiat Palio Weekend (2002-2005)
- Fiat Petra (2004-2008)
- Fiat 500 (importate din Polonia, 2008-2010)
- Fiat Bravo (importate din Italia, 2010-2011)
- Fiat Grande Punto (2008-2014)
- Tata Indica Vista (2008-2015)
- Tata Indigo Manza (2009-2016)

## Performanțe comerciale
FIAT a vândut 24.000 de vehicule în 2009 și a înregistrat o creștere de 241% față de vânzările din anul precedent, când a comercializat 6897 vehicule.